# Боров Ілля Григорович
Ілля Григорович Боров (5 травня 1899, Кременчук - 27 травня 1961) - радянський театральний режисер. Заслужений артист РРФСР (1934 рік), Народний артист Казахської РСР (1936 рік).

## Біографія
Народився в місті Кременчук в родині бухарських євреїв.
У 1919-1922 роках навчався в Київській театральній студії.
У 1926 році закінчив Вищі театральні майстерні в Москві .
У 1926-1935 роках працював режисером робочого театру облпрофради в Іваново-Вознесенську .
У 1935-1937 роках - художній керівник Казахського республіканського драматичного театру в Алма-Аті. На казахстанської сцені поставив спектаклі «Аристократи» М. Ф. Погодіна, «Ревізор» М. В. Гоголя (1936), «В яблуневому саду» М. Ауезова, «Амангельди» Б. Майлина і Г. Мусрепова (1937)  .
У 1942 році вступив в КПРС.
З серпня 1943 року по 1949 рік був художнім керівником і директором Алтайського крайового театру драми.
З 1952 року працював в Киргизькому театрі у Фрунзе.

## Вистави
- «Аристократи» Погодіна (1936 рік)
- «Ревізор» (1936 рік)
- «В яблуневому саду» М. Ауезова
- «Амангельди» Б.Майліна і Г.Мусрепова (1937 рік)
- «Перехресні стежки» Г. Федорова
- «Змова приречених» Т. Вірти
- «Вас викликає Таймир» К. Ісаєва і А. Галича
- «Отелло» В. Шекспіра
- «Людина з рушницею» Н. Погодіна